# Acanthogorgia hirta
Acanthogorgia hirta är en korallart som beskrevs av Pourtalès 1868. Acanthogorgia hirta ingår i släktet Acanthogorgia och familjen Acanthogorgiidae. Inga underarter finns listade i Catalogue of Life.